# Xuguri
Xuguri (en rus: Шугури) és un poble del Daguestan, a Rússia, que en el cens del 2010 tenia 284 habitants. Pertany al districte rural d'Agvali.